# Vladimir K. Zworykin
Vladimir K. Zworykin (orosz nėvváltozatban Vlagyimir Kozmics Zvorikin, cirill betűkkel: Владимир Козьмич Зворыкин) (Murom, Vlagyimiri terület, 1888. július 29. – Princeton, New Jersey, 1982. július 29.) orosz származású amerikai mérnök, feltaláló, a televíziós technológia egyik úttörője. Ő találta fel a katódsugárcsöves technológián alapuló képátvitelt. Emellett jelentős szerepe volt az infravörös képalkotók és az elektronmikroszkópok létrehozásában is.

## Élete
Tehetős kereskedő családba született a Vlagyimiri területen fekvő Muromban 1888-ban. Apja, Kozma Alekszejevics Zvorikin kenyérrel kereskedett, emellett gőzhajói voltak és a Muromi Közösségi Bank vezetője volt. A muromi reálgimnáziumban tanult. Utána, 1906-ban beiratkozott a Szentpétervári gyakorlati Műszaki Főiskolára, amelyet 1912-ben kitüntetéssel végzett el. A szentpétervári főiskolán Borisz Rozingnál kezdett el foglalkozni a képátvitel és a televízió problémájával. Rozingnak a szentpétervári Tüzérségi Akadémia pincéjében volt egy magánlaboratóriuma, ahol az elektromos távcső, lényegében az elektronikus képátvitel megvalósításán dolgozott. Rozing már 1907-ben próbálta szabadalmaztatni a képátviteli rendszerét, amely mechanikus felvevőn és katódsugárcsöves megjelenítőn alapult, de akkor nem kapott erre szabadalmi védelmet. Zvorikin részt vett és segített Rozingnak a kísérleteiben. 1912–1914 között Párizsban tanult, ahol a Collège de France-on Paul Langevinnél tanulmányozta a röntgensugárzást.
Az első világháború kitörése után Zvorikin behívták katonai szolgálatra a cári hadseregbe, ahol elektronikai ismeretei miatt a híradós alakulatoknál szolgált. Szolgált Hrodnában, majd a pétervári híradó tiszti iskolában. Az 1917-es októberi forradalom után Zvorikin a fehérekkel tartott.